# Sparta (Misuri)
Sparta es una ciudad ubicada en el condado de Christian en el estado estadounidense de Misuri. En el Censo de 2010 tenía una población de 1756 habitantes y una densidad poblacional de 547,65 personas por km².

## Geografía
Sparta se encuentra ubicada en las coordenadas 37°0′6″N 93°5′4″O / 37.00167, -93.08444. Según la Oficina del Censo de los Estados Unidos, Sparta tiene una superficie total de 3.21 km², de la cual 3.21 km² corresponden a tierra firme y (0%) 0 km² es agua.

## Demografía
Según el censo de 2010, había 1756 personas residiendo en Sparta. La densidad de población era de 547,65 hab./km². De los 1756 habitantes, Sparta estaba compuesto por el 96.64% blancos, el 0.23% eran afroamericanos, el 0.68% eran amerindios, el 0.28% eran asiáticos, el 0% eran isleños del Pacífico, el 0.46% eran de otras razas y el 1.71% pertenecían a dos o más razas. Del total de la población el 2.62% eran hispanos o latinos de cualquier raza.